# Melanagromyza
Melanagromyza is een geslacht van insecten uit de familie van de mineervliegen (Agromyzidae), die tot de orde tweevleugeligen (Diptera) behoort.

## Soorten
- M. actaeae Sehgal, 1971
- M. achilleana Sehgal, 1971
- M. aenea (Meigen, 1830)
- M. aeneoventris (Fallen, 1823)
- M. alaskae Spencer, 1969
- M. albocilia Hendel, 1931
- M. angelicae (Frost, 1934)
- M. angeliciphaga Spencer, 1969
- M. arnicarum Hering, 1942
- M. artemisiae Spencer, 1957
- M. astragali Spencer, 1976
- M. bidenticola Sehgal, 1971
- M. bidentis Spencer, 1966
- M. buccalis Spencer, 1969
- M. burgessi (Malloch, 1913)
- M. caerulea (Malloch, 1913)
- M. caribbea Spencer, 1973
- M. cirsiophila Spencer, 1981
- M. corralensis Spencer, 1981
- M. cunctans (Meigen, 1830)
- M. cuscutae Hering, 1958
- M. chaerophylli Spencer, 1969
- M. chaptaliae Spencer, 1973
- M. chillcotti Spencer, 1986
- M. chillcottiana Spencer, 1986
- M. dettmeri Hering, 1933
- M. diantherae (Malloch, 1921)
- M. erechtitidis Spencer, 1973
- M. eriolepidis Spencer, 1961
- M. eupatorii Spencer, 1957
- M. fabae Spencer, 1973
- M. fastosa Spencer, 1969
- M. ferulae Spencer, 1966
- M. floridensis Spencer, 1963
- M. floris Spencer, 1963
- M. foeniculi Spencer, 1960
- M. gibsoni (Malloch, 1915)
- M. gnaphalii Spencer, 1981
- M. heliotropii Spencer, 1973
- M. inornata Spencer, 1969
- M. laetifica Spencer, 1969
- M. lappae (Loew, 1850)
- M. limata Spencer, 1971
- M. longensis Spencer, 1986
- M. malefica Spencer, 1981
- M. malevola Spencer, 1981
- M. maligna Spencer, 1981
- M. marellii (Brethes, 1920)
- M. marinensis Spencer, 1981
- M. martini Spencer, 1969
- M. matricarioides Spencer, 1969
- M. miamensis Spencer, 1973
- M. minima (Malloch, 1913)
- M. minimoides Spencer, 1966
- M. miranda Spencer, 1969
- M. modesta Spencer, 1969
- M. muguensis Spencer, 1981
- M. nartshukae Pakalniskis, 1996
- M. nibletti Spencer, 1957
- M. nigrissima Spencer, 1976
- M. occidentalis Spencer, 1969
- M. oligophaga Spencer, 1990
- M. osoflacensis Spencer, 1981
- M. palaensis Spencer, 1981
- M. polemonii Rohdendorf in Turova & al., 1953
- M. proboscidata Spencer, 1986
- M. pubescens Hendel, 1923
- M. quadrisetosa Spencer, 1981
- M. radicicola (Steyskal, 1981)
- M. riparella (Hendel, 1923)
- M. rohdendorfi Spencer, 1966
- M. ruelliae Spencer, 1966
- M. sagehenensis Spencer, 1981
- M. sativae Spencer, 1957
- M. scrophulariae Spencer, 1981
- M. setifrons (Melander, 1913)
- M. shewelli Spencer, 1969
- M. siciliensis Spencer, 1966
- M. sojae (Zehntner, 1900)
- M. splendida Frick, 1953
- M. submetallescens Spencer, 1966
- M. subvirens (Malloch, 1915)
- M. symphyti Griffiths, 1963
- M. tamia (Melander, 1913)
- M. tetrica Spencer, 1969
- M. tripolii Spencer, 1957
- M. trispinella Spencer, 1981
- M. trispinosa Spencer, 1981
- M. tschirnhausi Pakalniskis, 1996
- M. ultima Spencer, 1986
- M. urticella Spencer, 1981
- M. vectabilis Spencer, 1973
- M. verbasci Spencer, 1957
- M. verbesinae Spencer, 1986
- M. vignalis Spencer, 1959
- M. virens (Loew, 1869)
- M. virginiensis Spencer, 1986
- M. viridis (Frost, 1931)
- M. walleyi Spencer, 1986
- M. wedeliae Spencer, 1973
- M. zlobini Pakalniskis, 1997